# Чапаевский район (Куйбышевская область)
Чапаевский район — упразднённая административно-территориальная единица в составе Средневолжской области, Средневолжского и Куйбышевского краёв и Куйбышевской области, существовавшая в 1928—1960 годах. Административный центр — город Чапаевск.

## Население
По данным переписи 1939 года в Чапаевском районе проживало 17 456 чел., в том числе русские — 84,1 %, мордва — 11,9 %, украинцы — 1,4 %. По данным переписи 1959 года в районе проживало 16 041 чел.

## История
Троцкий район был образован в 1928 году в составе Самарского округа Средневолжской области.
В 1929 году Троцкий район был переименован в Чапаевский район.
В 1930 году в связи с упразднением округов район перешёл в прямое подчинение Средневолжского (с 1935 года — Куйбышевского) края.
В 1932 году центр района, город Чапаевск, был выведен из состава района оставаясь при этом его центром.
В декабре 1936 года Куйбышевский край был преобразован в Куйбышевскую область.
По данным 1945 года район включал 11 сельсоветов: Воздвиженский, Вязово-Гайский, Горский, Дергачевский, Каменно-Бродский, Колыванский, Ленинский, Покровский, Толстовский, Томыловский и Троицкий.
30 июня 1960 года Чапаевский район был упразднён, а его территория передана в Безенчукский и Колдыбанский районы.